# Halopteris
Halopteris är ett släkte av nässeldjur som beskrevs av George James Allman 1877. Enligt Catalogue of Life ingår Halopteris i familjen Halopterididae, men enligt Dyntaxa är tillhörigheten istället familjen Halopteriidae.

## Dottertaxa tillHalopteris, i alfabetisk ordning[1][2]
- Halopteris alternata
- Halopteris campanula
- Halopteris carinata
- Halopteris catharina
- Halopteris concava
- Halopteris crassa
- Halopteris diaphana
- Halopteris diaphragmatica
- Halopteris enersis
- Halopteris everta
- Halopteris gemellipara
- Halopteris geminata
- Halopteris glutinosa
- Halopteris gracilis
- Halopteris infundibulum
- Halopteris jedani
- Halopteris liechtensternii
- Halopteris michaelseni
- Halopteris minuta
- Halopteris opposita
- Halopteris peculiaris
- Halopteris plagiocampa
- Halopteris platygonotheca
- Halopteris polymorpha
- Halopteris prominens
- Halopteris pseudoconstricta
- Halopteris regressa
- Halopteris rostrata
- Halopteris schucherti
- Halopteris simplex
- Halopteris sulcata
- Halopteris tenella
- Halopteris tuba
- Halopteris valdiviae
- Halopteris violae
- Halopteris zygocladia